# Barok jezik
Barok jezik (kanalu, kanapit, kolube, komalu, kulubi; ISO 639-3: bjk), austronezijski jezik mezomelanezijske skupine, kojim govori 2 120 ljudi (1985) u petnaest sela na južnoj, istočnoj i zapadnoj obali otoka Nova Irska, Indonezija.
Dijalekti su mu usen i barok. Uči se u osnovnim školama

## Vanjske poveznice
- Ethnologue (14th)
- Ethnologue (15th)